# ویلیام راس
ویلیام راس (انگلیسی: William Russ؛ زادهٔ ۲۰ اکتبر ۱۹۵۰) هنرپیشه اهل ایالات متحده آمریکا است. وی از سال ۱۹۷۷ میلادی تاکنون مشغول فعالیت بوده‌است.

## گزیده فیلمشناسی
از فیلم‌ها یا برنامه‌های تلویزیونی که وی در آن نقش داشته‌است می‌توان به آثار زیر اشاره کرد.
- گاو آنی و بریتانی کوچک (۱۹۸۰)
- گشت‌زنی (فیلم) (۱۹۸۰)
- مرز (فیلم ۱۹۸۲) (۱۹۸۲)
- مردان واقعی (فیلم) (۱۹۸۳)
- آبجو (فیلم) (۱۹۸۵)
- مرده زمستان (۱۹۸۷)
- آثار قرمز (۱۹۹۲)
- تاریخ مجهول آمریکا (۱۹۹۸)
- زندگی به عنوان یک خانه (۲۰۰۱)
- دروازه ستارگان اس‌جی-۱ (۱۹۹۷)
- الی مک‌بل (۲۰۰۰)
- ددوود (۲۰۰۴)
- سی‌اس‌آی: نیویورک (۲۰۰۴)
- بال غربی (مجموعه تلویزیونی) (۲۰۰۵)
- بوستون لیگال (۲۰۰۵–۲۰۰۸)
- سوپرانوز (۲۰۰۶)
- سی‌اس‌آی (۲۰۰۷)
- منتالیست (۲۰۰۹)
- ۹۰۲۱۰ (مجموعه تلویزیونی) (۲۰۱۱)
- ذهن‌های مجرم (۲۰۱۲)
- ان‌سی‌آی‌اس (۲۰۱۲)
- رسوایی (مجموعه تلویزیونی) (۲۰۱۵)
- کلنی (مجموعه تلویزیونی) (۲۰۱۷)